# Ditaxis depressa
Ditaxis depressa är en törelväxtart som först beskrevs av Jesse More Greenman, och fick sitt nu gällande namn av Ferdinand Albin Pax och Käthe Hoffmann. Ditaxis depressa ingår i släktet Ditaxis och familjen törelväxter. Inga underarter finns listade i Catalogue of Life.